# Подвижной состав Казанского метрополитена
Подвижной состав Каза́нского метрополите́на (тат. Казан метросының подвижной составы), начиная с 2020 года, состоит из электровагонов серий «Русич» (модификаций 81-740.4/741.4 и 81-740.4К/741.4К) производства завода «Метровагонмаш» в г. Мытищи (Московская область), 81-553.3/554.3/555.3 «Казань» (за основу кузовов взята одна из двух разновидностей моделей вагонов 81-540.8/541.8 Петербургского метрополитена) совместного производства обанкротившегося завода ЗАО «Вагонмаш» (г. Санкт-Петербург) и Škoda Transportation (г. Пльзень, Чехия) и 81-765.4К/766.4К, также производства завода «Метровагонмаш». Весь подвижной состав оснащён асинхронным тяговым электродвигателем; у поездов «Казань» в составе присутствует промежуточный безмоторный вагон 81-555.3. Поезда приписаны к единственному электродепо ТЧ-1 «Аметьево». Первая поставка осуществлена в 2005 году — перед открытием Казанского метрополитена.

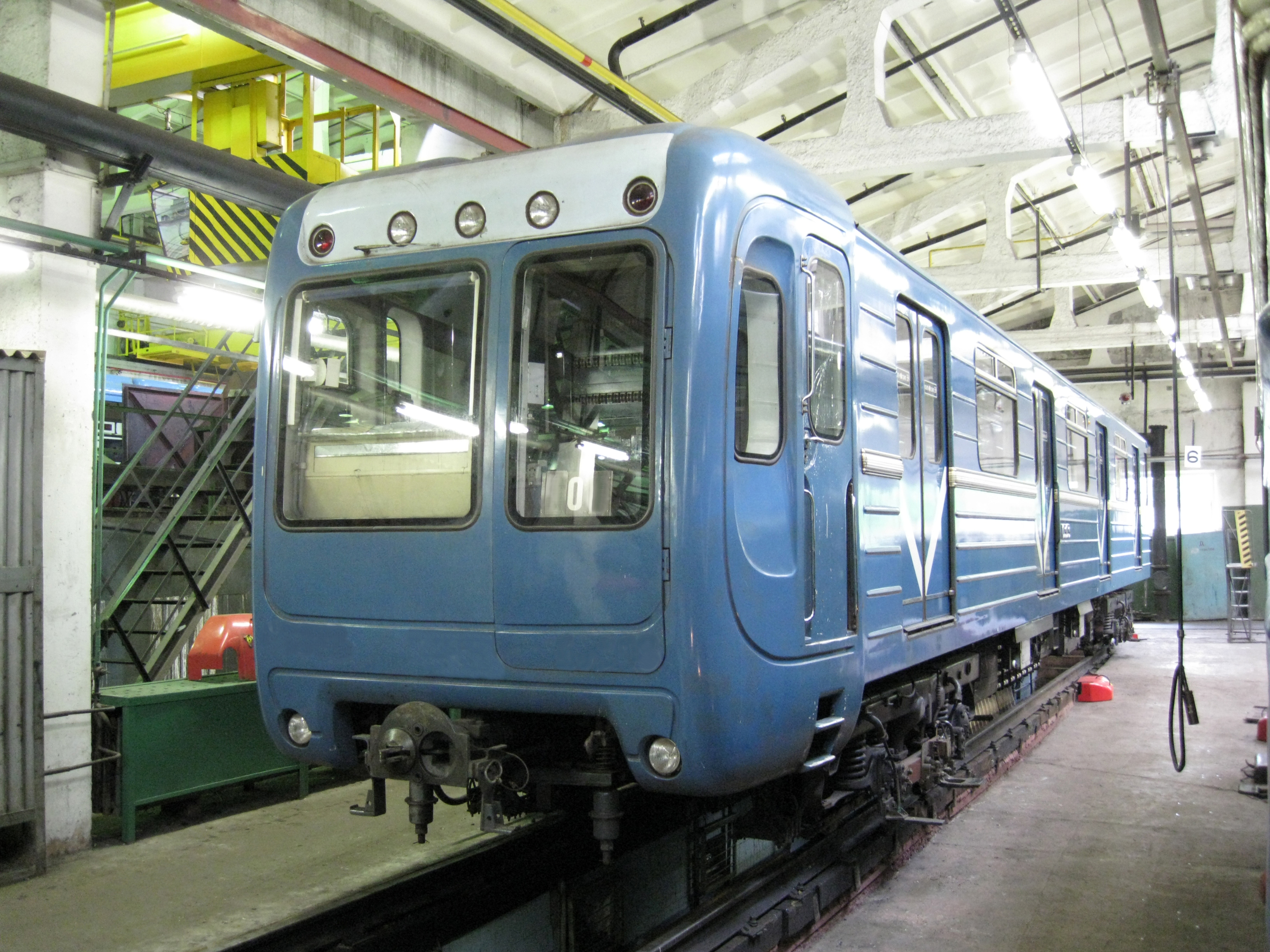
Одна из двух разновидностей вагонов 81-540.8/541.8 Петербургского метрополитена (с неофициальным названием «Головастик»), за основу которых взят кузов поезда «Казань». Вагоны модели 81-540.8/541.8 оснащены коллекторными электродвигателями с реостатно-контакторной системой управления, а поезд «Казань» — асинхронным тяговым электродвигателем

В метрополитене применяется та же ширина колеи, что и на железных дорогах России — 1520 мм. Для питания электропоездов энергией применяется расположенный сбоку от путей третий (контактный) рельс, на который подаётся напряжение 825 В постоянного тока (на шинах подстанций — не более 975 В, на токосъёмнике вагона — не менее 550 В), токосъём осуществляется с нижней стороны рельса, принимаемый башмаком токоприёмника.
Средняя скорость движения поездов в составляла около 43,7 км/ч.

## Подвижной состав
Казанский метрополитен использует современный отечественный подвижной состав. Все вагоны в Казани оснащены асинхронным тяговым приводом.
В Казани впервые в истории российских метрополитенов и городов стран постсоветского пространства применяется автоматизированная система, позволяющая осуществлять движение поезда целиком без участия машиниста. За ним остаются функции контроля над работой автоматики.
Казанский метрополитен первый и единственный в России, где никогда не эксплуатировались вагоны 81-717/714 и их модификации.
На лобовой части головных вагонов (под «маской») всех типов нанесены хромированные буквы «Казань», а на вагонах 81-553.3/554.3/555.3 также вывигровано название одного из заводов-изготовителей — ЗАО «Вагонмаш».

#### Поезда «Казань»

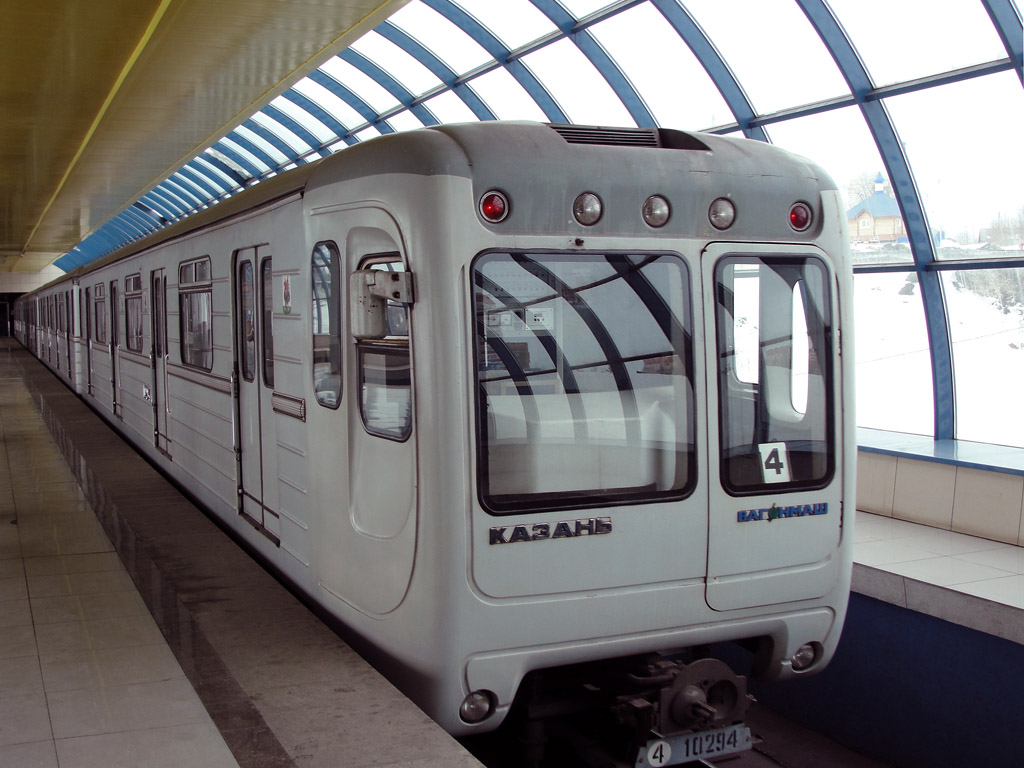
Состав из вагонов 81-553.3/554.3/555.3 «Казань» на станции «Аметьево»

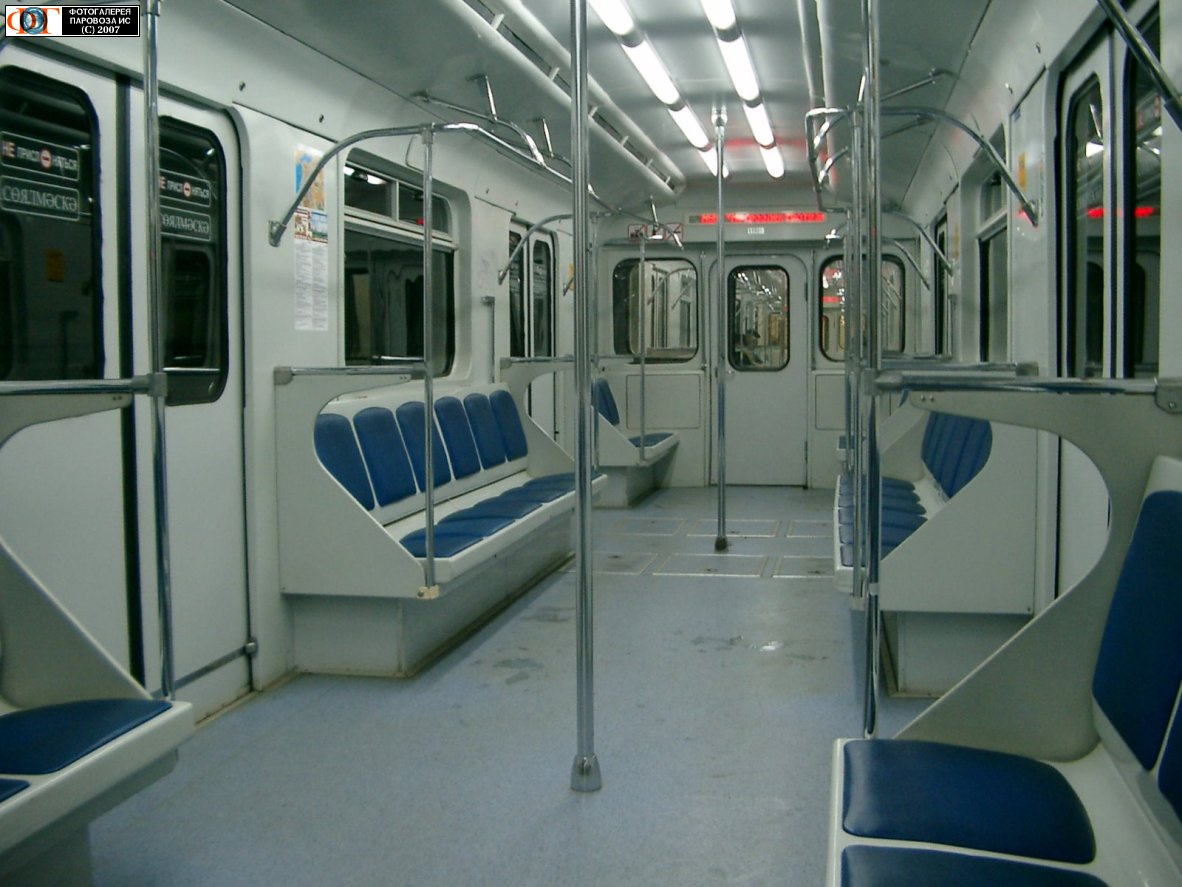
Интерьер вагона «Казань»

К пуску первой очереди Казанского метрополитена были закуплены вагоны серии 81-553.3/554.3/555.3 «Казань», изготовленные ЗАО «Вагонмаш» в Санкт-Петербурге в сотрудничестве с фирмой Škoda Dopravní technika (Чехия, город Пльзень), которая и предоставила асинхронный тяговый привод. Длина станций, при 4-й вагонной составности поездов «Казань» (и трёх — у поездов «Русич») позволяет при необходимости увеличить число вагонов до пяти (в случае с «Казанью») и четырёх (в случае с «Русичами»). На подвижном составе установлена модернизированная версия системы автоведения «Движение» петербургской разработки.
| Модель               | №                       | Статус                                                                       |
| -------------------- | ----------------------- | ---------------------------------------------------------------------------- |
| 81-553.3/554.3/555.3 | 10287—11513—11512—10288 | Эксплуатируется. На линии с 27 августа 2005 года.                            |
| 81-553.3/554.3/555.3 | 10289—11514—11515—10290 | Эксплуатируется. На линии с 27 августа 2005 года.                            |
| 81-553.3/554.3/555.3 | 10292—11516—11517—10291 | Не эксплуатируется. На линии с 27 августа 2005 года.                         |
| 81-553.3/554.3/555.3 | 10293—11518—11519—10294 | Эксплуатируется. На линии с 27 августа 2005 года.                            |
| 81-553.3/554.3/555.3 | 10295—11521—11520—10296 | Летом 2024 года отремонтирован, перекрашен. На линии с 27 августа 2005 года. |

#### Вагоны «Русич»

Состав из вагонов «Русич» на станции «Козья Слобода»

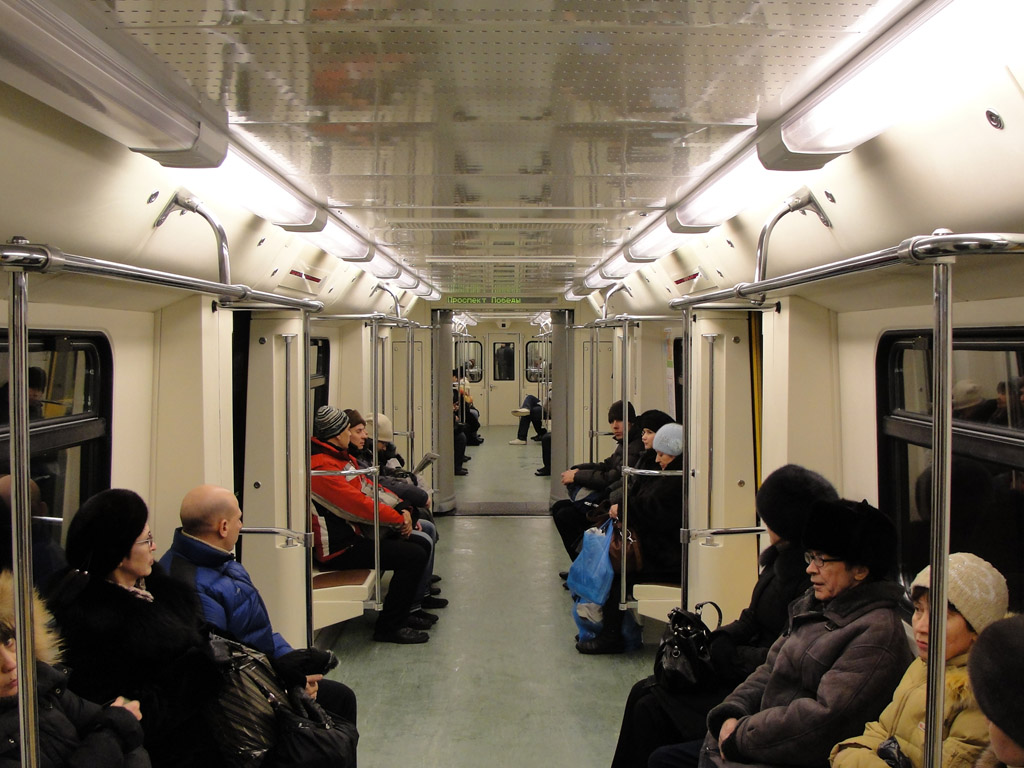
Интерьер вагона «Русич»

В итоге в конце 2010 года было вновь решено приобрести составы «Русич», но самой последней модификации — 81-740.4/741.4, с увеличенным количеством дверей и кондиционированием пассажирского салона. На приобретение трёх составов было выделено 700 млн рублей, цена контракта составила 699 978 111 рублей. Первый состав прибыл в Казань 28 января 2011 года и с 16 февраля эксплуатируется на линии. Следующие два состава были отгружены 23 февраля 2011 года и прибыли в Казань 26 февраля. 9 апреля 2012 года поступили ещё три трёхвагонных состава типа 81-740.4К741.4К «Русич». К пуску трёх станций в 2013 году приобретена партия из трёх трёхвагонных поездов. Поезда прибыли в депо в декабре 2012 года.
| Модель           | №              | Статус                                            |
| ---------------- | -------------- | ------------------------------------------------- |
| 81-740.4/741.4   | 0240-0802-0241 | Эксплуатируется. На линии с 16 февраля 2011 года. |
| 81-740.4/741.4   | 0242-0803-0243 | Эксплуатируется. На линии с 14 марта 2011 года.   |
| 81-740.4/741.4   | 0244-0804-0245 | Эксплуатируется. На линии с 28 марта 2011 года.   |
| 81-740.4/741.4   | 0298-0891-0299 | Не эксплуатируется. На линии с мая 2012 года.     |
| 81-740.4/741.4   | 0300-0892-0301 | Эксплуатируется. На линии с мая 2012 года.        |
| 81-740.4/741.4   | 0302-0893-0303 | Эксплуатируется. На линии с 2012 года.            |
| 81-740.4К/741.4К | 0312-0906-0313 | Эксплуатируется. На линии с 18 февраля 2013 года. |
| 81-740.4К/741.4К | 0314-0907-0315 | Эксплуатируется. На линии с марта 2013 года.      |
| 81-740.4К/741.4К | 0316-0908-0317 | Эксплуатируется. На линии с марта 2013 года.      |

#### Вагоны 81-765.4К/766.4К

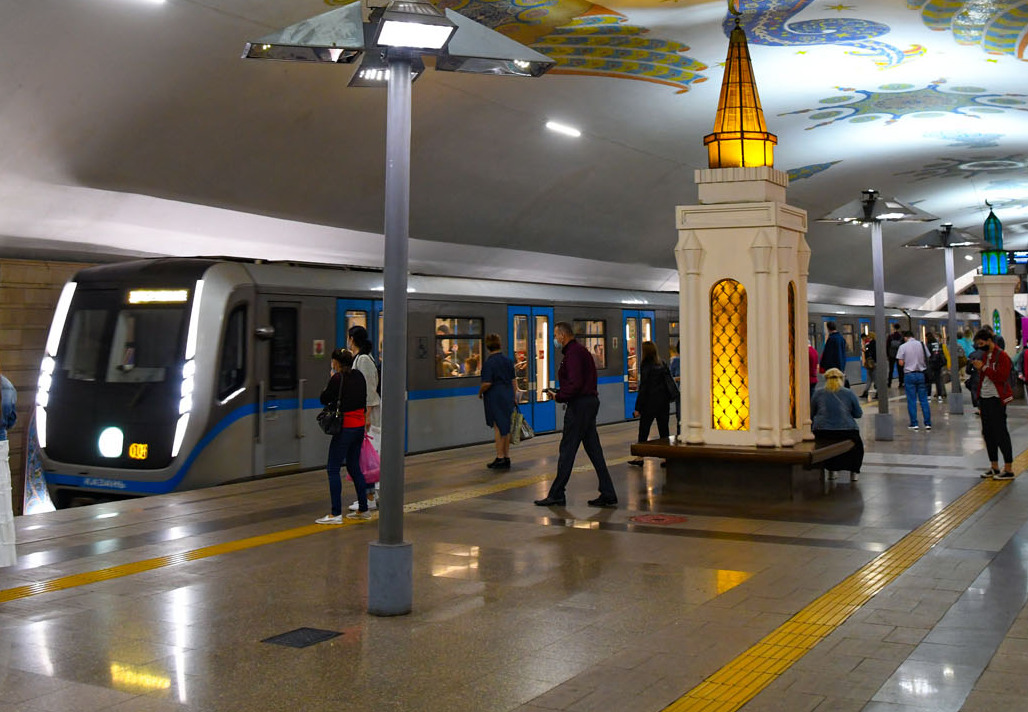
Состав из вагонов 81-765.4К/766.4К на станции «Кремлёвская»

В сентябре 2019 года был объявлен тендер на поставку 4-вагонного поезда. Его выиграла компания «Трансмашхолдинг». 22 октября 2019 года был подписан договор на поставку поезда модели 81-765.4К/766.4К «Москва» («Москва-2019») производства ЗАО «Метровагонмаш» — первого в Казани со сквозным проходом. К апрелю 2020 года состав был выпущен и в мае был отправлен в Казань. Эксплуатируется с сентября 2020 года.
| Модель           | №                       | Статус                                          |
| ---------------- | ----------------------- | ----------------------------------------------- |
| 81-765.4К/766.4К | 65405-66782-66783-65406 | Эксплуатируется. На линии с сентября 2020 года. |

### Именные поезда
С 1 сентября 2022 начал курсировать «Поезд финансовой грамотности». Пассажиры вагона могут узнать, как защитить свои гаджеты от мошенников, отказаться от ненужной страховки, безопасно покупать товары в интернете и многое другое. Целью проекта служит повышение уровня финансовой грамотности жителей и гостей столицы РТ.
В 2019 году в честь Года театра в России был запущен «Театральный поезд». Поезд отличался яркой раскраской, имитирующей афиши театра Галиаскара Камала. Позже окрас был снят.
С 20 сентября 2021 года в метро Казани был запущен «Поезд родных языков». Состав из шести вагонов и снаружи, и внутри оформлен в национальной этнической символике. Во время проезда пассажиры могут выучить разговорные фразы и распространённые выражения на разных языках. Таким образом, доступны изречения на татарском, русском, марийском, чувашском, мордовском, удмуртском, грузинском, узбекском и азербайджанском языках. Два вагона поезда посвящены истории Казани и Татарстана, один — русскому языку, ещё один — татарскому, отдельный вагон — языкам народов РТ.

#### Беспилотное движение
13 октября 2020 года стало известно о планах перевода казанского метрополитена на полностью беспилотное движение к концу 2021 года. Если проект будет реализован, казанское метро станет первым беспилотным в России.

## Пиар-кампания подвижного состава
Во время испытаний состава из вагонов 81-765.4К/766.4К по первой линии в 2020 году, «Трансмашхолдингом» утверждалось, что имеющийся в поезде межвагонный проход вместе с системой обеззараживания воздуха будет способствовать защите от заражения во время пандемии COVID-19, поскольку «в любой момент можно перейти в любую точку подвижного состава», чем обеспечивается минимальный контакт пассажиров друг с другом.

## Линии эксплуатации и депо
| Линия  | Подвижной состав                                                                          | Депо            | Количество вагонов в составе                                                                 |
| ------ | ----------------------------------------------------------------------------------------- | --------------- | -------------------------------------------------------------------------------------------- |
| Первая | 81-553.3/554.3.555.3 «Казань», 81-740.4/741.4 «Русич», 81-740.4К/741.4К, 81-765.4К/766.4К | ТЧ-1 «Аметьево» | 4 (поезда «Казань» и 81-765.4К/766.4К) 3 (составы 81-740.4/741.4 «Русич» и 81-740.4К/741.4К) |